# Moguer
Moguer település Spanyolországban, Huelva tartományban. Moguer Palos de la Frontera, Huelva, San Juan del Puerto, Trigueros, Niebla, Lucena del Puerto és Almonte községekkel határos. Lakosainak száma 23 551 fő (2024).

## Népesség
A település népessége az utóbbi években az alábbiak szerint változott:
| Lakosok száma | 14 731 | 15 980 | 18 441 | 19 032 | 20 418 | 21 209 | 21 514 | 22 088 | 22 643 | 23 551 |
|               | 2001   | 2003   | 2006   | 2008   | 2011   | 2013   | 2017   | 2019   | 2022   | 2024   |